# Хуа (фамилия)
Хуа — несколько омонимичных китайских фамилий. Наиболее распространённые из них:
- 花 (букв. «цветок»), пиньинь Huā, южнокитайский вариант — Фа, эквивалентная корейская фамилия — Хва.
- 華/华, пиньинь Huà, южнокитайский вариант — Ва. Иероглиф также используется в названии горы Хуашань.

## Известные носители фамилии 花
- Фа, Джуниор (р. 1989) — новозеландский боксёр-профессионал тонганского происхождения, чемпион Новой Зеландии в тяжёлом весе.
- Хуа Жун[англ.] — персонаж романа «Речные заводи».
- Хуа Мулань (花木蘭 Huā Mùlán) — героиня китайской легенды, пошедшая на войну, несмотря на то, что в армию брали лишь мужчин.
- Хуа Цяньфан[англ.] — китайский эссеист и блогер прокоммунистического и антизападного толка.

## Известные носители фамилии 華/华
- Хуа Ган[кит.] — китайский деятель образования, ректор Шаньдунского университета.
- Хуа Гофэн (华国锋 Huá Guófēng, 1921—2008) — государственный деятель КНР, преемник Мао Цзэдуна на посту председателя КПК.
- Хуа Логэн[англ.] (1910—1985)— китайский математик[1].
- Хуа Синь[англ.] — древнекитайский сановник времен Восточной Хань и Троецарствия.
- Хуа Суй[англ.] — средневековый китайский печатник.
- Хуа Сюн[англ.] — древнекитайский генерал времен Восточной Хань.
- Хуа Цзяньминь (р. 1940) — китайский политик и деятель образования.
- Хуа Яньцзюнь, более известный по именем Абин[англ.] — китайский музыкант.